# Liste der Naturdenkmale in Steimel
Die Liste der Naturdenkmale in Steimel nennt die im Gemeindegebiet von Steimel ausgewiesenen Naturdenkmale (Stand 9. Oktober 2013).

## Naturdenkmale
| Nr.         | Bezeichnung                   | Lage                                                   | Beschreibung                                                                            | Bild            |
| ----------- | ----------------------------- | ------------------------------------------------------ | --------------------------------------------------------------------------------------- | --------------- |
| ND-7138-416 | Baumgruppe auf dem Marktplatz | Steimel, Marktplatz Lage                               | unter anderem Sorbus aucuparia, Tilia sp., Acer sp. und Quercus sp., insgesamt 65 Bäume | Fotos hochladen |
| ND-7138-417 | Hindenburgeiche               | Weroth, östlich des Ortes; Abteilung Auf Heidchen Lage | Quercus sp.                                                                             | Fotos hochladen |